# رولا الحلبي
رولا الحلبي (بالألمانية: Rola El-Halabi) (ولدت في 17 آذار 1985) هي ملاكمة محترفة ألمانية من أصل لبناني وبطلة العالم في السابق الرباعي في الاتحاد الدولي للملاكمة للسيدات، وUBF، وWBF ورابطة الملاكمة الدولية النسائية.
هاجرت إلى ألمانيا مع عائلتها، وفي عام 1994 بدأت في الكيك بوكسينغ والكيك بوكسينغ التايلاندية، وفي عام 1996 في الملاكمة للهواة، أصبحت صاحبة المركز الثاني في بطولة الملاكمة للكيك بوكسينغ، وبطل ألماني متعدد في الملاكمة الدولية للهواة، وأصبحت محترفة في عام 2006.
في 30 سبتمبر 2007 أصبحت رولا بو أورم بطلة أوروبية للاتحاد الدولي للملاكمة للسيدات (WIBF) في فئة الوزن الخفيف، وفي أكتوبر 2008 تم تكريمها كرياضية بارزة في أولم، وفي 5 يونيو 2009 فازت بلقب عالمي من قبل WIBF والرابطة الدولية للملاكمة النسائية (WIBA) بعد هزيمة الاسبانية لولي مونوز.
في 1 أبريل 2011 قبيل معركة اللقب ضد البوسني «إيرما أدلر» في برلين - كارلسهورست، قام زوج والدتها ومديرها السابق «هشام الحلبي» بإطلاق النار عليها في يدها وركبتها وقدميها،  وبعد بضعة أشهر من توقيع عقد إدارته الذي تم إنهاؤها في يناير 2011، كما أصيب حارسي أمن قبل القبض عليه، وكان سبب الاعتداء على ما يبدو خاصًا، حيث رفض هشام الحلبي علاقة رولا مع رجل متزوج من أصل يوناني.
وبعد إصابتها لم تقاتل في مباراة احترافية حتى هزمتها لوسيا موريلي في 12 يناير 2013،  وبعد هزيمتها تحولت إلى فئة وزن أعلى (وزن والتر خفيف) وفي أغسطس من نفس العام فازت بلقب WBF بهزيمة داليا فاساريلي، وبعد شهر دافعت عن لقبها بنجاح ضد «سوبو بوتكارادزه».

## سجل الهواة

### الكيك بوكسينغ والكيك بوكسينغ التايلاندية
كان لديها 20 معارك بفوز 17 (8 مع KO) و 3 هزائم. بالإضافة إلى ذلك، كانت:
- بطل بادن فورتمبيرغ في عام 2001
- بطل ألمانيا للكيك بوكسينغ 2003
- بطل كأس الأمم للكيك بوكسينغ 2004
- بطل ألمانيا للكيك بوكسينغ 2004
- البطل الألماني الدولي للملاكمة التايلاندية 2004
- الفائز بكأس العالم للكيك بوكسينغ 2004
- نائب بطل أوروبا للكيك بوكسينغ 2004
- نائب بطل العالم للكيك بوكسينغ 2005

### ملاكمة
كان لديها 22 معركة ملاكمة للهواة، و18 انتصار (3 مع KO) و4 خسائر، شاركت في بطولة أوروبا في عام 2004، وكانت أيضا:
- بطل تيرولر الدولي 2002
- الفائز في كأس Ceresit في عام 2002
- البافارية بطل 2003
- البطل الألماني الدولي 2003
- البطل الألماني الدولي 2004
- بطل جنوب ألمانيا 2005
- الفائز دولوميتنكوب 2005
- بولينكوب الفائز 2006
- البطل الألماني الدولي 2006

## سجل الملاكمة المهنية

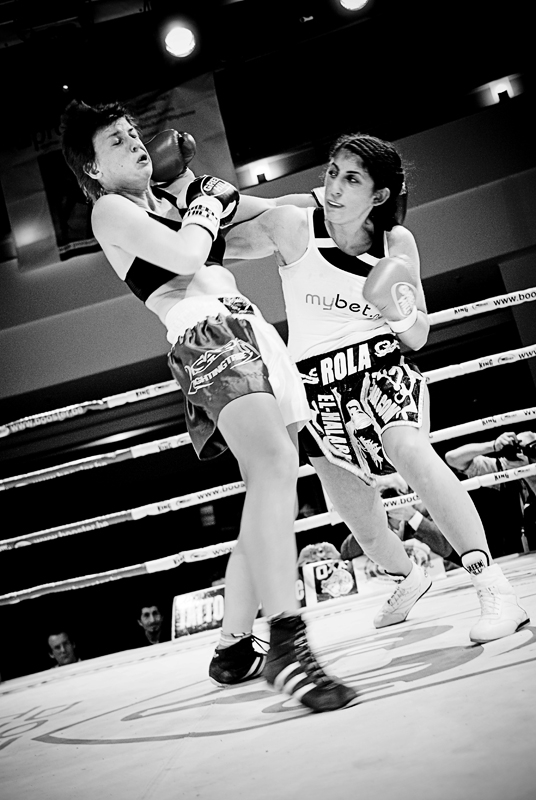
رولا الحلبي في عام 2009

حتى يناير 2014 فازت بـ 12 مباراة من أصل 13 مباراة (مع 7 ضربات):
- شارلوت فون بومغارتن (ألمانيا) (ضربة فنية في الجولة الأولى - 10 يونيو 2007)
- سابرينا ستغنر (ألمانيا) (ضربة في الجولة الأولى - 4 أغسطس 2007)
- جالينا غوملييسكا (بلغاريا) (نقاط في 10 جولات - 30 سبتمبر 2007)
- بوريسلافا غورانوفا (بلغاريا) (نقاط في 4 جولات - 4 ديسمبر 2007)
- Elisabejta Suerica (رومانيا) (ضربة في الجولة الأولى - 9. فبراير 2008)
- مارينا كولجروبر (ألمانيا) (نقاط في 10 جولات - 26 يوليو 2008)
- إيفا سانتا (صربيا) (ضربة في الجولة الخامسة - 16 نوفمبر 2008)
- لولي مونوز (أسبانيا) (نقاط في 10 جولات - 5 يونيو 2009)
- أغنيس بوزا (لاتفيا) (ضربة في الجولة الرابعة - 4 سبتمبر 2009)
- ميا سانت جون (الولايات المتحدة الأمريكية) (ضربة فنية في الجولة الخامسة - 20 مارس 2010)
- أولغا بوجاري (لاتفيا) (نقاط في 6 جولات - 4 يونيو 2010)
- لوسيا موريلي (ITA) (PTN10 ص 12 يناير 2013)
- داليا فاساريلي (هون) (الجامعة الأمريكية في 3 أغسطس 2013)
- Sopo Putkaradze (GEO) (Tضربة am 7 September 2013)

| ملخص السجل المهني    |             |         |
| 14 معارك             | 13 انتصارات | 1 خسارة |
| عن طريق خروج المغلوب | 7           | 0       |
| بقرار                | 6           | 1       |

| رقم. | النتيجة | السجل  | الخصم                    | النوع | الجولة، الوقت | التاريخ        | المكان  | ملاحظات |
| ---- | ------- | ------ | ------------------------ | ----- | ------------- | -------------- | ------- | ------- |
| 15   | فوز     | 15-1-0 | Victoria Cisneros        | UD    |               | 10 مايو 2014   | ألمانيا |         |
| 14   | فوز     | 14-1-0 | Sopo Putkaradze          | TKO   |               | 7 سبتمبر 2013  | ألمانيا |         |
| 13   | فوز     | 12-1-0 | Dalia Vasarhelyi         | TKO   |               | 7 سبتمبر 2013  | ألمانيا |         |
| 12   | فوز     | 11-1-0 | Lucia Morelli            | UD    |               | 3 أغسطس 2013   | ألمانيا |         |
| 11   | خسارة   | 10-1-0 | Olga Bojare              | PTN   |               | 12 يناير 2013  | ألمانيا |         |
| 10   | فوز     | 10-0-0 | Mia St. John             | PTS   |               | 4 يناير 2010   | ألمانيا |         |
| 9    | فوز     | 9-0-0  | Agnese Boza              | TKO   |               | 20 يناير 2010  | ألمانيا |         |
| 8    | فوز     | 8-0-0  | Loli Munoz               | KO    |               | 4 سبتمبر 2009  | ألمانيا |         |
| 7    | فوز     | 7-0-0  | Eva Bajic                | PTS   |               | 5 يناير 2009   | ألمانيا |         |
| 6    | فوز     | 6-0-0  | Marina Kohlgruber        | KO    |               | 16 نوفمبر 2008 | ألمانيا |         |
| 5    | فوز     | 5-0-0  | Elisabejta Suerica       | KO    |               | 9 فبراير 2008  | ألمانيا |         |
| 4    | فوز     | 4-0-0  | Borislava Goranova       | PTS   |               | 4 ديسمبر 2007  | ألمانيا |         |
| 3    | فوز     | 3-0-0  | Galina Gumliiska         | UD    |               | 30 سبتمبر 2007 | ÷       |         |
| 2    | فوز     | 2-0-0  | Sabrina Stegner          | KO    |               | 4 أغسطس 2007   | ألمانيا |         |
| 1    | فوز     | 1-0-0  | Charlotte von Baumgarten | TKO   |               | 10 يناير 2007  | ألمانيا |         |

## روابط خارجية
- رولا الحلبي على موقع بوكس ريك (الإنجليزية) (registration required)

- الموقع الرسمي لرولا بو أورم نسخة محفوظة 22 مارس 2012 على موقع واي باك مشين.
- سيرة رولا بو أورم على موقع WomenBoxing